# روبرت موزس
روبرت موزس (بالإنجليزية: Robert Moses)‏ هو مهندس معماري ومخطط حضري وسياسي أمريكي، ولد في 18 ديسمبر 1888 في الولايات المتحدة، وتوفي بنفس المكان في 29 يوليو 1981. حزبياً، نشط في الحزب الجمهوري.

## روابط خارجية
- روبرت موزس على موقع الموسوعة البريطانية (الإنجليزية)
- روبرت موزس على موقع إن إن دي بي (الإنجليزية)